# Corrie Botman-Laan
C.M. (Corrie) Botman-Laan (ca. 1932 – 26 maart 2021) was een Nederlands politica van het CDA.
Ze is lid geweest van de Provinciale Staten van Utrecht en was vanaf midden 1985 voorzitter van het CDA-Vrouwenberaad. Botman-Laan werd in juni 1987 burgemeester van de gemeente Mook en Middelaar als opvolgster van Hans van Mierlo die burgemeester van Susteren was geworden. Tot september 1995 zou ze die functie blijven vervullen.